# Fototropina

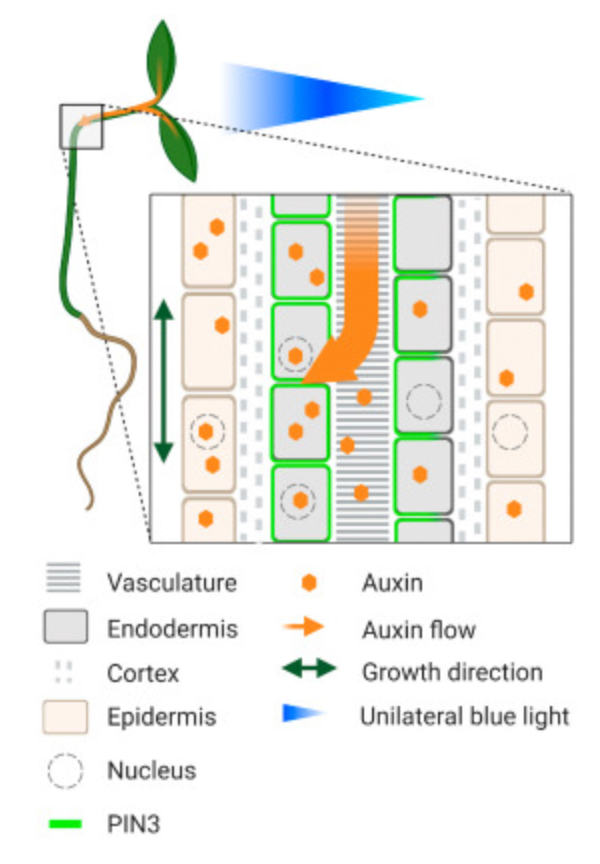
Efecto de la luz en el fototropismo de las planta

del efecto de la luz en el fototropismo de una planta mediado por flavoproteínas
Las fototropinas son proteínas fotorreceptoras (en concreto, flavoproteínas) que mediante las respuestas de fototropismo en las plantas superiores, Junto con los criptocromos y los fitocromos permiten a las plantas responder y alteran su crecimiento en respuesta a la luz ambiental. Las fototropinas también puede ser importantes para la apertura de estomas.
Es una proteína quinasa que se autofosforila y se activa en respuesta a la luz azul. Cuando la luz azul llega a la proteína fototropina en la membrana celular, la proteína se despliega y fosforila, lo cual puede llevar a una cascada de eventos en el interior de la célula.
Las fototropinas forman parte del sistema sensorial fototrópico de las plantas que provoca variadas respuestas al medio ambiente. Las fototropinas provocan específicamente que los tallos se doblen hacia la luz, y se abran los estomas. Además son importantes en los movimientos de los cloroplastos en el interior de la célula. También median los primeros cambios en el alargamiento del tallo en luz azul (antes de que se activen los criptocromos) y la fototropina 1 es necesaria para la desestabilización de la transcripción de ARNm específicos mediada por luz azul.